# Þorvaldur Makan Sigbjörnsson
Þorvaldur Makan Sigbjörnsson (* 26. listopadu 1974) je bývalý islandský fotbalový útočník a reprezentant, který většinu své kariéry strávil v klubu KA Akureyri. Mimo rodného Islandu hrál i ve Švédsku v klubu Östers IF.
Jeho žena Katrín Jónsdóttir je kapitánkou islandského národního fotbalového ženského družstva, jsou manželé od srpna 2009.

## Klubová kariéra
Na Islandu hrál za KA Akureyri, KF, Fram Reykjavík a Valur Reykjavík. V roce 1998 působil ve Švédsku v klubu Östers IF. V KA Akureyri působil v letech 1992–1996 a 1999–2003. V listopadu 1997 byl na testech v anglickém klubu Stoke City FC.

## Reprezentační kariéra
Þorvaldur odehrál jedno střetnutí za islandský reprezentační výběr do 19 let, 14. května 1993 proti Rumunsku (porážka 0:1).
V A-mužstvu Islandu debutoval 7. března 2002 v přátelském zápase proti Brazílii (prohra Islandu 1:6). Byl to jeho jediný zápas za islandský národní tým.